# パヴィアの戦い
パヴィアの戦い（パヴィアのたたかい）は、イタリアの覇権を巡ってハプスブルク家（神聖ローマ帝国・スペイン）とヴァロワ家（フランス）が15世紀末から半世紀以上に渡って争ったイタリア戦争における戦いの一つ。
1525年2月にイタリア・ロンバルディアのパヴィア城塞外のミラベッロにある広大な狩猟場で、フランス国王フランソワ1世軍とスペイン国王兼神聖ローマ皇帝カール5世軍が争った戦いである。スペイン・神聖ローマ帝国連合軍側はナポリ総督シャルル・ド・ラノワが名目上指揮し（実質上の指揮は第5代ペスカーラ侯爵フェルナンド・ダヴァロス）、アントニオ・デ・レイバが指揮するパヴィア駐屯軍と合同で、フランソワ1世が直接指揮するフランス軍を攻撃し、勝利した。
4時間30分の戦いで、皇帝軍は小銃とパイクを組み合わせて効果的に戦い、フランス軍は分断され総崩れとなった。フランス側は、有力貴族のそれぞれの長を含む多数の犠牲者を出した。フランソワ1世自身もスペイン軍の捕虜となり、カール5世によって投獄され、重要な領域をカールに引き渡すという内容の屈辱的なマドリード条約に署名させられた。
ブルボン公シャルル3世は、かつてフランソワ1世に仕えていたが、1523年にカール5世の下に亡命していた。この戦いでは皇帝軍を指揮して、フランソワ1世を捕虜にする働きを見せている。
王の義兄でアランソン家最後の男子であったアランソン公シャルル4世は、帰国後に責任を糾弾され、同年に死去してアランソン家は断絶した。

## 背景
第三次イタリア戦争を参照。

## 経過
カール5世が領有を主張するミラノを攻撃し失敗したフランソワ1世は主力軍をイタリアから撤退させたが、1524年、ナポリ総督ラノワ率いる神聖ローマ帝国連合軍は北部イタリアに分散していた残存フランス軍を掃討し、さらに2万の兵でフランス南部のプロヴァンスに侵攻した。これに対しフランソワ1世は4万の兵を南下させて帝国軍をフランスから撤退させ、さらにイタリアに進撃した。ミラノで疫病が流行中だったため、ラノワはミラノ南方のパヴィア城塞まで後退したがその間に多くの兵力を失い、追尾するフランス軍に対し、一部を城塞内に残し、主力を東南に撤退させた。フランス軍は城塞を包囲したが、フランソワ1世は軍を二分し、一部をスコットランドのオールバニ候スチュアートに指揮させてナポリ王国征服に向かわせ、さらにスイス傭兵軍の一部が前線を離れたこともあり、フランス軍の兵力は2万に減少した。一方、帝国軍は増援し、城に残った味方を支援するため2万の兵を率いてパヴィアに戻った。
城塞を包囲したフランス軍は、城内に残る敵の食料が尽きるの待ち、持久戦となっていた。そこへ帝国軍の再編成部隊が駆け付け3週間砲撃を続けたが、中央集権化が早くから進み国王のために命をかけ働くという体制の整ったフランス軍と違い、傭兵や農民兵を主力とする帝国軍は長期戦となると士気が下がって総崩れとなる怖れがあったため、実質的な指揮官だったペスカーラ侯は短期終結のため、城塞前の狩猟場に沿って流れる小河を迂回して、狩猟場の北の一翼から包囲する奇襲作戦を1525年2月24日未明に決行、狩猟場のミラベロ城近くに張っていたフランソワ1世の本陣を背後から真っ先に襲い、のちに城塞内の駐屯軍も加わって戦い、奇襲に慌てたフランス軍は死者1万人を出し敗退した。

## 画像

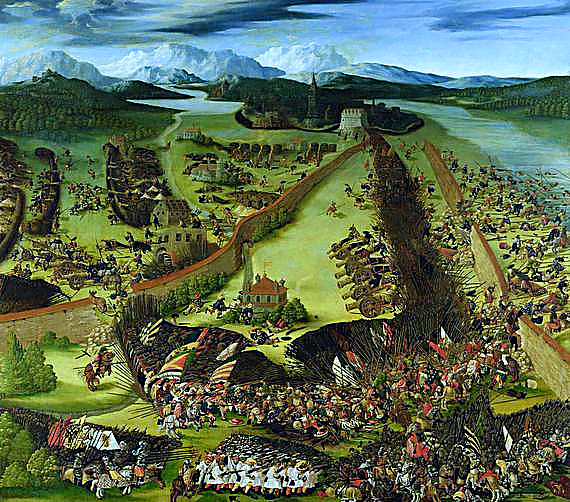
合戦風景
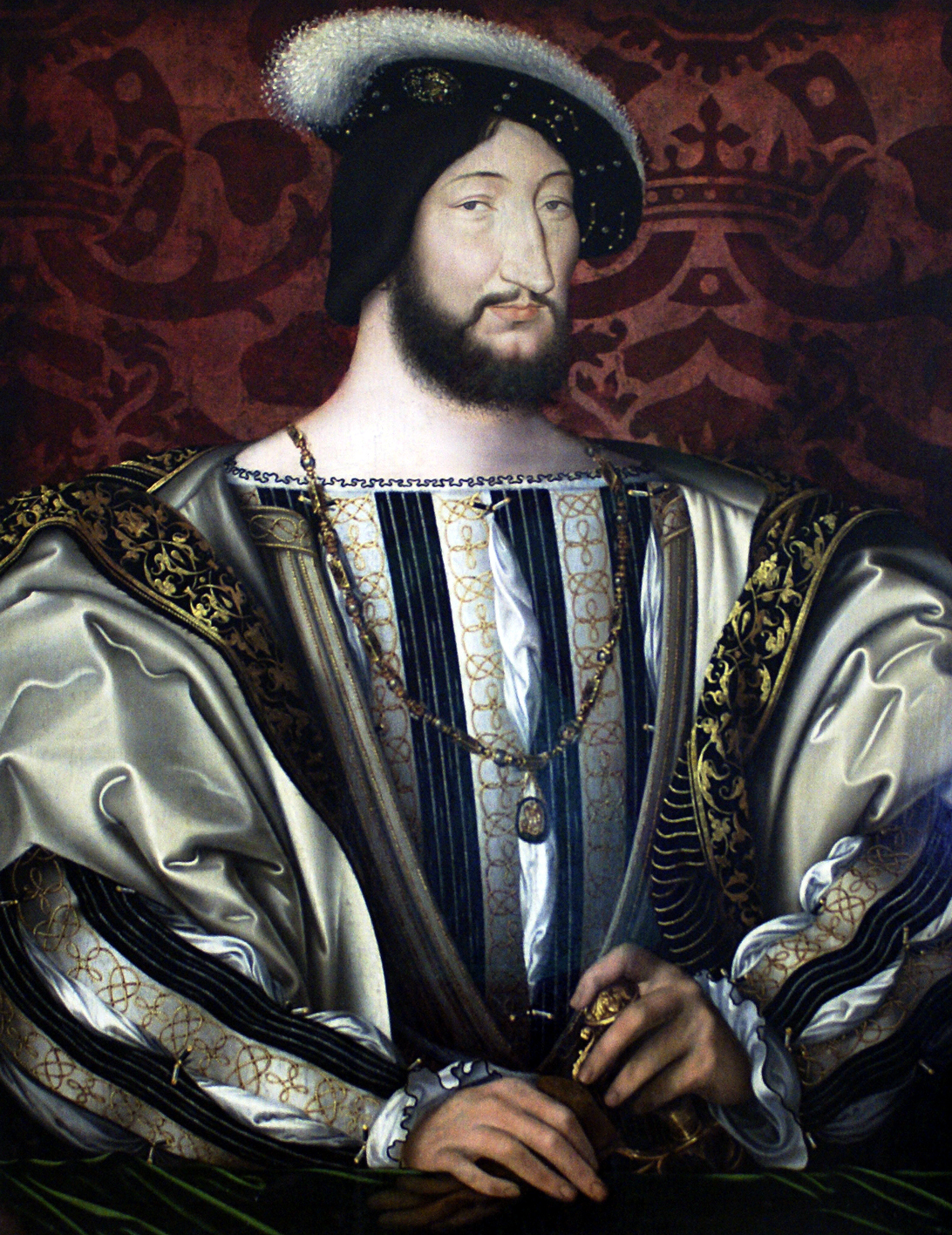
フランス国王フランソワ1世
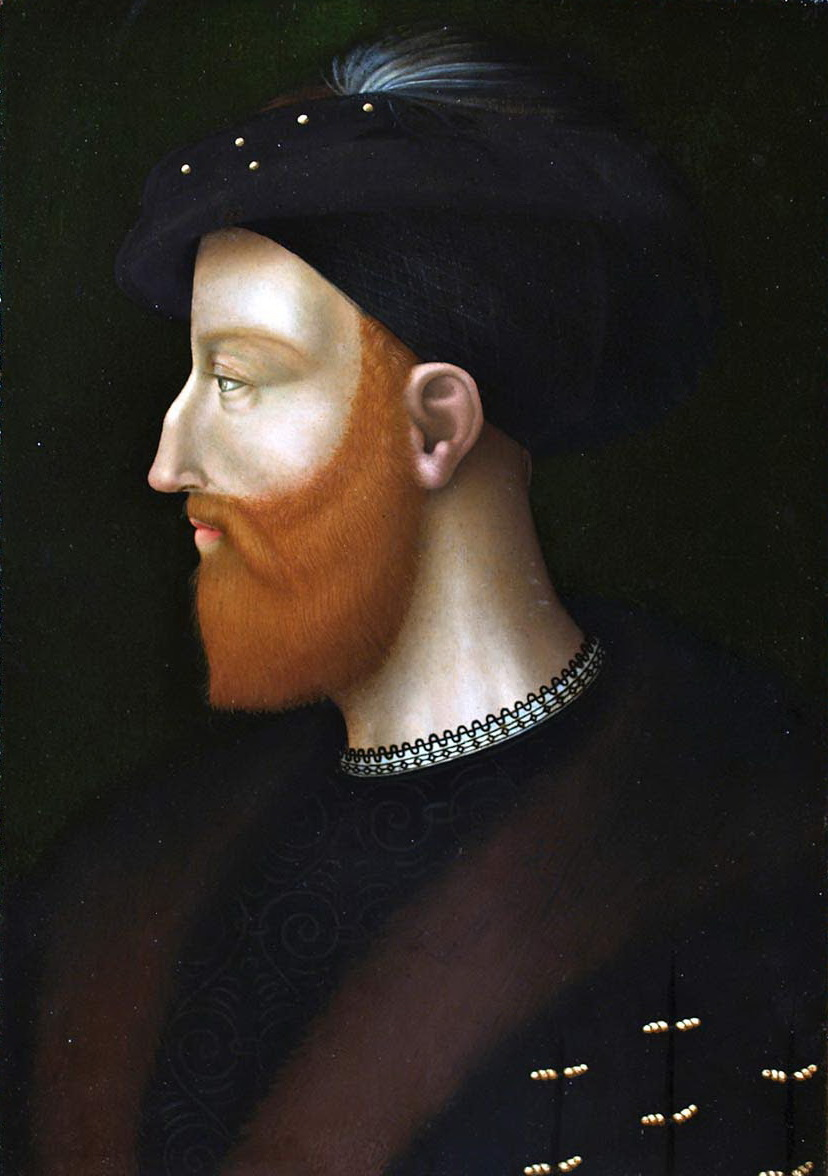
帝国軍指揮官ペスカーラ侯フェルナンド・ダヴァロス。本戦で負った傷がもとで同年末に死亡。詩人ヴィットリア・コロンナの夫としても知られる。
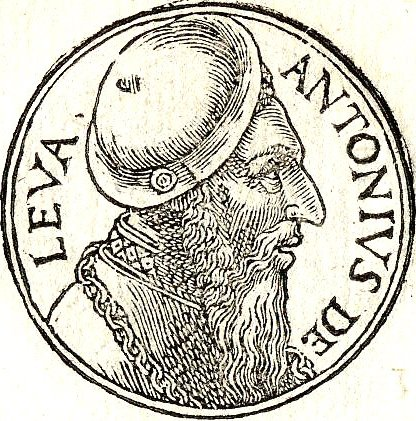
ペスカーラ侯の部下で、パヴィア要塞守備隊のスペイン指揮官アントニオ・デ・レイバ。侯亡きあとミラノ公国の帝国軍総司令官となりコニャック同盟戦争でも活躍。
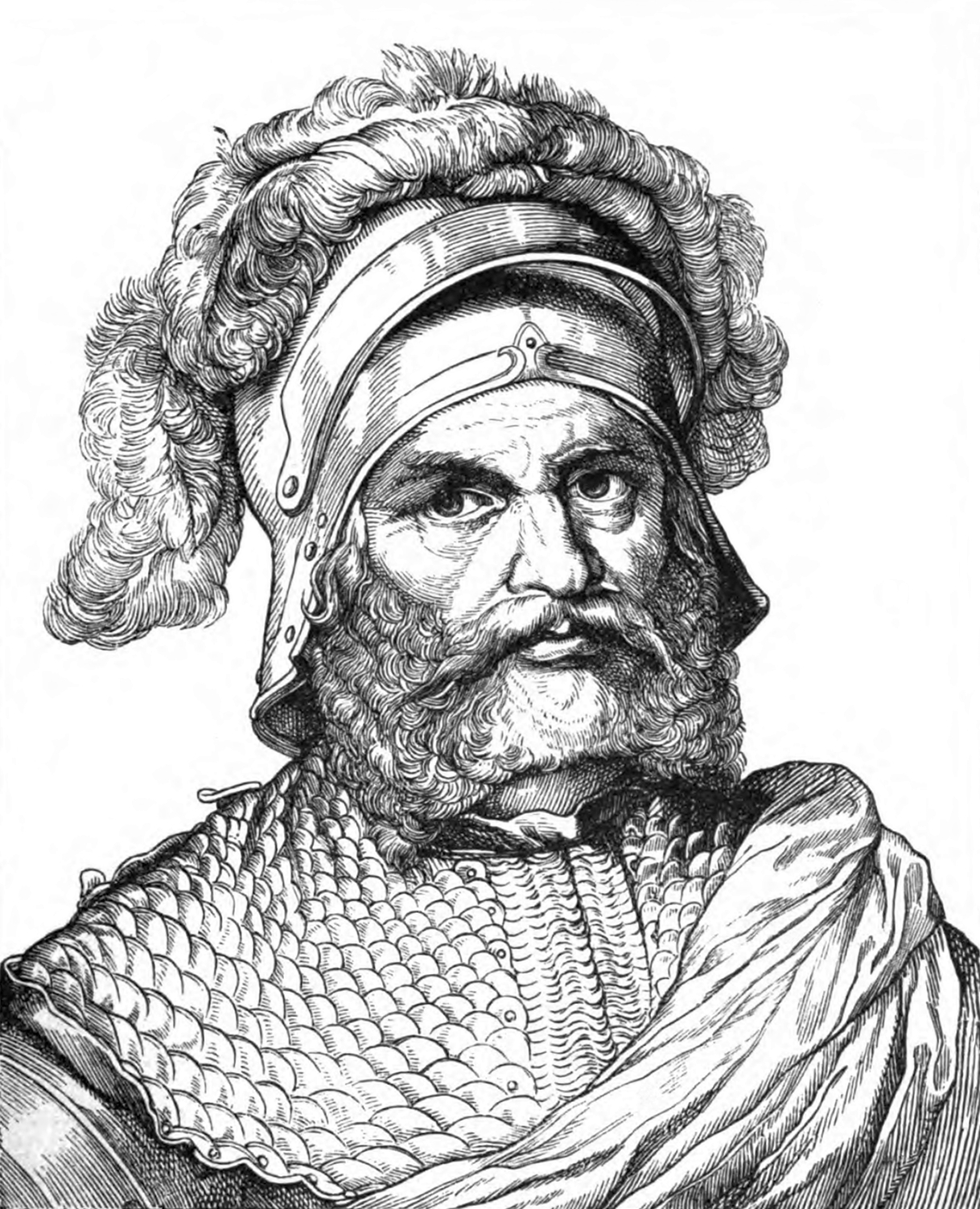
帝国軍のドイツ傭兵部隊ランツクネヒト指揮官ゲオルク・フォン・フルンツベルク
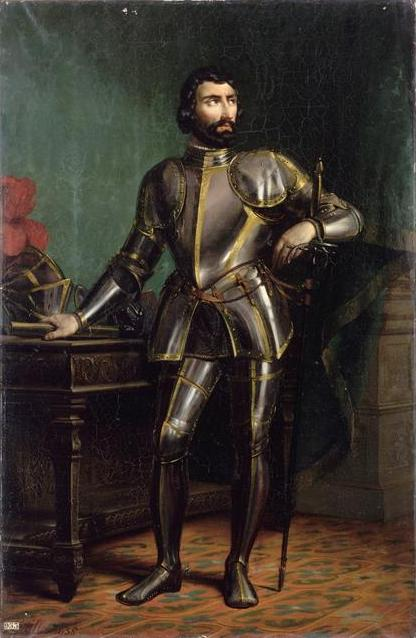
シャルル3世 (ブルボン公)。フランス人だがフランソワ1世と反目していたため帝国軍についた。